# 月城真菜
月城 真菜（つきしろ まな）は、日本の女性声優。主にアダルトゲームで活動している。

## 人物
- 音泉のインターネットラジオ『島と海と☆こいそらじお』にて初めて人物像を披露した。
  - 同番組で相方を務めた夏野こおりは、月城について「自分と同じくらい自由人」と語っていた。

## エピソード
- 『島と海と☆こいそらじお』の第1回放送では、月城の人物像をほとんどのリスナーが把握していないうえ、相方が別番組（同じネットステーション内の『ほめられてのびるらじおPP』）でパーソナリティをイジメまくった夏野だったため、月城を心配するメールが大量に寄せられていた。
- 番組開始当初は夏野と共にしばしば話を脱線させ、好き勝手に盛り上がり、番組スタッフに軌道修正されていたが、『こいそらじお』第2期中盤頃から夏野（の暴走）を止める言動を取り始めている。
- 『こいそらじお』第1期では“虫ネタ”で盛り上がっていたが、第2期で封印したいと夏野やリスナーたちに呼びかけるもそれ以降はイジられることが多くなった（ただし、自分から振って自滅することもある）。

## 出演
太字はメインキャラクター。

### アダルトゲーム
2007年
- 片恋いの月（初瀬 香津美）

2008年
- Garden（姫宮 瑠璃）
- ヴェルディア幻奏曲（シンシア＝ルーチェル）
- 片恋いの月えくすとら（初瀬 香津美）
- ヨスガノソラ（天女目 瑛）

2009年
- ハルカナソラ（天女目 瑛）

2010年
- 恋色空模様（篠原 聖良）

2011年
- 恋色空模様 after happiness and extra hearts（篠原 聖良）

2013年
- 南十字星恋歌（布志名 香乃梨）

2016年
- 間宮くんちの五つ子事情（間宮 珠音）

### ラジオ
※はインターネット配信。
- 島と海と☆こいそらじお（2009年 - 2011年、音泉※）
- みなこい☆らじお（2013年 - 2014年、音泉※）[1]

### ラジオCD
- ラジオCD「島と海と☆こいそらじお」vol.1、2（2010年 - 2011年）
- ラジオCD「島と海と☆こいそらじお〜はっぴーはーと〜」vol.1、2（2012年）
- ラジオCD「みなこい☆らじお」Vol.1（2014年）

## ディスコグラフィ

### キャラクターソング
| 発売日  | 商品名                            | 歌                   | 楽曲                   | 備考                           |
| 2009年  | 2009年                            | 2009年               | 2009年                 | 2009年                         |
| ------- | --------------------------------- | -------------------- | ---------------------- | ------------------------------ |
| 9月25日 | ハルカナソラ キャラクターソングCD | 天女目瑛（月城真菜） | 「ラッパ寿司のテーマ」 | PCゲーム『ハルカナソラ』関連曲 |